# 克尔纳·久洛
克尔纳·久洛（匈牙利語：Gyula Kellner，1871年4月11日—1940年7月28日），匈牙利田径运动员，他是第一屆夏季奧林匹克運動會馬拉松季軍，他在比賽中以3小時6分35秒完成。